# Cueva Cachemira
Cueva Cachemira (en inglés: Kashmir Smast, donde Smast viene del pastún: que significa "Cueva") son una serie de cuevas de piedra caliza natural, artificialmente expandidas, desde el Kushan a los períodos de Shahi, situadas en las montañas de Babozai en el Valle de Mardan, en el norte de Pakistán. De acuerdo con estudios recientes sobre la base de una serie poco común de monedas de bronce y objetos encontrados en la región, las cuevas y sus valles adyacentes, probablemente fueron un reino soberano, que mantuvo al menos una independencia parcial durante casi 500 años, a partir de siglo IV d. C. hasta el siglo noveno. Durante la mayor parte de su historia, fue gobernada por Hun blancos (o heftalitas) gobernadores o príncipes locales.